# Sapporo (sörgyár)
A Sapporo Breweries Ltd. (サ ッ ポ ロ ビ ー ル 株式会社, Sapporo Bīru Kabushiki-gaisha) egy japán sörfőző cég, amelyet 1876-ban alapítottak. Sapporo Japán legrégebbi sörmárkája. A japán Szapporóban 1876-ban Seibei Nakagawa sörfőző főzte először. A Sapporo Sörgyárak világszékhelye a tokiói Shibujában, Ebisuban található. A társaság 2006-ban megvásárolta a kanadai Sleeman Breweries vállalatot.
A vállalatnak öt sörfőzdéje van Japánban, a Sleeman sörfőzde Kanadában és a Sapporo Sörfőzde a La Crosse-ban (Wisconsin, USA). A fő márkák a Sapporo Draft (Észak-Amerikában Premium); Yebisu; és a Sleeman Cream Ale. A Sapporo Premium az #1 számú ázsiai sör értékesítő az Egyesült Államokban azóta, hogy a Sapporo U.S.A. 1984-ben megalakult.

## Története
Ennek a cégnek az eredete a meiji időszakban, Hokkaidoban, Sapporóban van, ahol a Hokkaido Fejlesztési Bizottság (Kaitakushi) számos vállalkozást alapított. Seibei Nakagawa, németországi képzett sörfőző 1876 júniusában a Kaitakushi Sörgyár első sörmestere lett, és ekkor gyártották az első Sapporo Lager-t. Az 1886-ban privatizált Sapporo sörfőzde a Sapporo Sörvállalat középpontjává vált.
1887-ben megalakult egy másik vállalat, a Japan Beer Brewery Company Mita-ban (Tokió, Meguro), és megkezdte a Yebisu Beer gyártását. A Sapporo és a Japan Beer közötti verseny, valamint az Osaka (ma Asahi) és a Kirin sörfőzdékkel folytatott verseny oda vezetett, hogy a japán Sapporo és az Oszaka sörgyárak 1906-ban beolvadtak a Dai-Nippon Beer Company, Ltd.-be (大 日本 麦 酒 株 式会 社), amely majdnem monopóliumot alkotott a japán piacon egészen a második világháborúig.
1949 után a Dai-Nippon feloszlott Nippon és Asahi sörfőzdékre, a Nippon Sörgyárak 1956-ban folytatták a Sapporo sör gyártását, és 1964-ben átnevezték magukat jelenlegi nevükre, a Sapporo Sörgyárakra. A Yebisu Beer különálló márkaként indult újra 1971-ben, német stílusú árpa sörként forgalmazzák. A Sapporo Black Label sört 1977-ben dobták piacra.